# Фаттахова, Марьям Яхъяевна
Марьям Яхъяевна Фаттахова (тат. Мәрьям Яхъя кызы Фәттахова; р. 10 марта 1994 года, Казань, Российская Федерация) — российская оперная певица, сопрано.

## Биография
Родилась в семье научных работников. Окончила с отличием ДМШ № 1 им. П. И. Чайковского по классу фортепиано, скрипка в качестве второго инструмента. Уже в детские годы проявился яркий вокальный талант девочки. Лауреат международных конкурсов (Лауреат I премии Московского международного конкурса «Открытая Европа» и др., Гран-При республиканского конкурса «Казанский соловей»). Окончила Гимназию № 3 г. Казани, золотая медалистка.
В 2009 году поступила в Казанское музыкальное училище, в 2011 г. переведена в колледж при МГИМ им. А. Г. Шнитке, который с отличием окончила в 2014 г. Окончила МГИМ им. А. Г. Шнитке с отличием в 2019 г. Дебютировала в Санкт-Петербурге в партии Царицы Ночи в опере Моцарта «Волшебная флейта» в возрасте 23 лет. Обладатель Приза Зрительских симпатий международного конкурса оперетты и мюзикла «ОпереттаLand» (2017).
Марьям сотрудничала с такими оперными театрами и фестивалями как Санкт-Петербургский государственный детский музыкальный театр «Зазеркалье», Приморская сцена Мариинского театра, Марийский государственный театр оперы и балета им. Э. Сапаева, Фестиваль Junger Künstler в г. Байрейт, Фестиваль Kammeroper am Schloss Rheinsberg, Германия. Дважды стипендиат Правительства Москвы, стипендиат мэра г. Казани и Президента Республики Татарстан.
Свободно владеет четырьмя иностранными языками — английским, немецким, французским, итальянским.
С 2018 г. певица сотрудничает с немецким оперным агентством «Opera events» под руководством кавалера ордена Почетного легиона Анри Майера.

## Научная деятельность
Помимо музыкальной деятельности, Марьям является сотрудником ФИЦ КазНЦ РАН, успешно помогает восстанавливать голоса пациентам. Автор патента на изобретение «Способ диагностики и реабилитации пациентов с нарушениями голосо-речевой функции», также получено Свидетельство о государственной регистрации программы для ЭВМ. Победитель XVI республиканского конкурса «Пятьдесят лучших инновационных идей». Победитель Всероссийской программы «УМНИК» Фонда содействия инновациям.